# هورنچورچ
latitudeهورنچورچlongitudeهورنچورچ
هورنچورچ (به انگلیسی: Hornchurch) یک ناحیه در لندن است که در منطقه هیورینگ لندن واقع شده‌است.

## خصوصیات
هورنچورچ ۶۳٬۵۸۳ نفر جمعیت دارد.
| ۱۸۸۱                            | ۲٬۸۲۴   |
| ۱۸۹۱                            | ۳٬۸۴۱   |
| ۱۹۰۱                            | ۶٬۴۰۲   |
| ۱۹۱۱                            | ۹٬۴۶۱   |
| ۱۹۲۱                            | ۱۰٬۸۹۱  |
| ۱۹۳۱                            | ۲۸٬۴۱۷  |
| ۱۹۴۱                            | جنگ #   |
| ۱۹۵۱                            | ۷۹٬۹۰۸  |
| ۱۹۶۱                            | ۱۳۱٬۰۱۴ |
| # no census was held due to war |         |
| source: UK census               |         |